# Anthony William Fairbank Edwards
Anthony William Fairbank Edwards (Londra, 4 ottobre 1935) è uno statistico, genetista e biologo britannico, specializzato in biologia evolutiva.
È membro a vita del Gonville and Caius College ed ex professore di Biometria all'Università di Cambridge, ed ha lauree sia ScD che LittD. Allievo di R.A. Fisher, ha scritto diversi libri e numerose riviste scientifiche. È conosciuto soprattutto per la sua opera di pioniere, con L.L. Cavalli-Sforza, sui metodi quantitativi dell'analisi filogenetica, e per aver propugnato fortemente il concetto di Fisher di probabilità come base propria della deduzione statistica e scientifica. Ha anche scritto molto riguardo alla storia della genetica e della statistica, includendo un'analisi sul fatto che i risultati di Mendel fossero "così buoni", come anche su argomenti puramente matematici, come i diagrammi di Venn.
È inoltre l'autore dell'articolo scientifico Diversità genetica umana: la fallacia di Lewontin, in cui critica il collega Richard Lewontin che nel suo articolo La ripartizione della diversità umana del 1972 sostenne che la divisione dell'umanità in razze è tassonomicamente e geneticamente invalida.
Nel 2011 ha vinto la medaglia d'oro Telesio Galilei Academy of Science insieme a Luca Cavalli Sforza.

## Opere
- Edwards, A.W.F. 1972. Likelihood. Cambridge University Press, Cambridge (expanded edition, 1992, Johns Hopkins University Press, Baltimore). ISBN 0-8018-4443-6
- Edwards, A.W.F. 1977. Foundations of Mathematical Genetics. Cambridge University Press, Cambridge (2nd ed., 2000). ISBN 0-521-77544-2
- Edwards, A.W.F. 1987. Pascal's Arithmetical Triangle: The Story of a Mathematical Idea. Charles Griffin, London (paperback edition, 2002, Johns Hopkins University Press, Baltimore). ISBN 0-8018-6946-3
- David, H.A. and A.W.F. Edwards. 2001. Annotated Readings in the History of Statistics. Springer, New York. ISBN 0-387-98844-0
- Edwards, A.W.F. 2004. Cogwheels of the Mind: The Story of Venn Diagrams. Johns Hopkins University Press, Baltimore. ISBN 0-8018-7434-3

## Riviste scelte
- Cavalli-Sforza, L.L. and A.W.F. Edwards. 1964. Analysis of human evolution. Genetics Today 3:923-933.
- Edwards, A.W.F, and L.L. Cavalli-Sforza. 1964. Reconstruction of evolutionary trees. pp. 67–76 in Phenetic and Phylogenetic Classification, ed. V. H. Heywood and J. McNeill. Systematics Association pub. no. 6, London.
- Cavalli-Sforza, L.L. and A.W.F. Edwards. 1967. Phylogenetic analysis: models and estimation procedures. American Journal of Human Genetics 19:233-257.
- Edwards, A.W.F. 1969. Statistical methods in scientific inference. Nature 222:1233-1237.
- Edwards, A.W.F. 1974. The history of likelihood. International Statistical Review 42:9-15.
- Edwards, A.W.F. 1986. Are Mendel's results really too close? Biological Reviews 61:295-312.
- Edwards, A.W.F. 1996. The origin and early development of the method of minimum evolution for the reconstruction of phylogenetic trees. Systematic Biology 45:79-91.
- Edwards, A.W.F. 2000. The Genetical Theory of Natural Selection. Genetics 154:1419-1426.